# Caecilia perdita
Caecilia perdita é uma espécie de anfíbio gimnofiono. É endémica da Colômbia. É uma espécie subterrânea.